# Champagneux

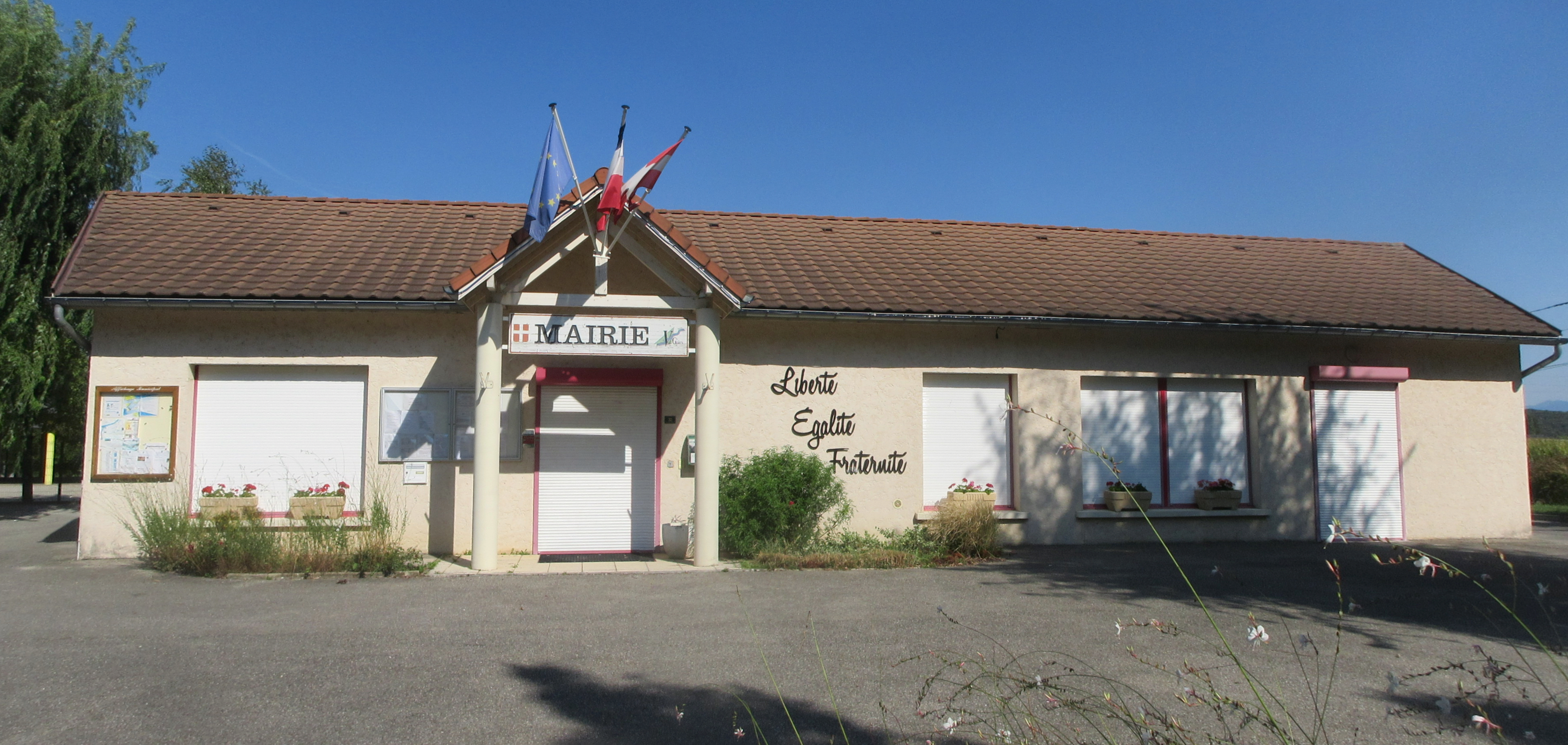
Die Mairie von Champagneux (2018)

Champagneux ist eine französische Gemeinde mit 671 Einwohnern (Stand 1. Januar 2022) im Département Savoie in der Region Auvergne-Rhône-Alpes. Sie gehört zum Kanton Bugey savoyard im Arrondissement Chambéry und ist Mitglied im Gemeindeverband Val Guiers.

## Geographie

### Lage
Champagneux liegt am Westrand des Départements am Ufer der Rhône auf 268 m, etwa 21 Kilometer westnordwestlich der Präfektur Chambéry, 66 Kilometer ostsüdöstlich der Stadt Lyon und 48 Kilometer nördlich der Stadt Grenoble (Luftlinie). Nachbargemeinden von Champagneux sind 
- Murs-et-Gélignieux und La Balme im Norden,
- Loisieux und
- Saint-Genix-les-Villages mit Saint-Maurice-de-Rotherens im Osten und Gresin und Saint-Genix-sur-Guiers im Süden,
- Brégnier-Cordon im Westen.

### Topographie
Die Fläche des 10,68 km² großen Gemeindegebiets umfasst einen Teil des Avant-Pays savoyard, des von sanften Erhebungen geprägten savoyischen Vorlandes zwischen dem Grenzfluss Rhone und dem Südende der Hauptantiklinalen des Jura. Die Gemeinde besteht zu einem Teil aus dem flachen Schwemmboden direkt am Ufer der Rhone und zum anderen Teil aus einer in Nord-Süd-Richtung verlaufenden, steilen Abbruchkante, hinter der sich eine Hochebene zwischen 700 m und 800 m anschließt. Auf der Oberkante dieses Steilhangs, die die östliche Gemeindegrenze bildet, erreicht die Gemeinde mit 820 m ihre höchste Erhebung. Im Norden und Westen verläuft die Gemeindegrenze in der Mitte der Rhone, so dass Wasserflächen rund 8 % der Gemeindefläche ausmachen. Etwa die Hälfte des Gemeindebodens wird landwirtschaftlich genutzt, der Rest (38 %) ist von Wäldern bedeckt.

### Gemeindegliederung
Der Ortskern von Champagneux erstreckt sich zusammen mit dem Weiler Le Centre und weiteren Gehöften und Siedlungen entlang des Fußes des Steilhangs, in ein bis zwei Kilometer Entfernung von der Rhone. Im Nordteil der Gemeinde und direkt am Ufer der Rhone liegt der Weiler Leschaux.

## Geschichte
Der Ort Champagneux wurde um 1241 gegen Ende des Hochmittelalters erstmals als Pfarrei urkundlich erwähnt (Parrocchia de Champagniaco). Eine spätere Schreibweise war Champaignieu. Der Name geht auf einen gallorömischen Sippennamen zurück, von dem zahlreiche Orte in Ostfrankreich abgeleitet sind. Unter der Oberhoheit von Savoyen-Piemont und bis zur Französischen Revolution gehörten die Ländereien von Champagneux dem Marquis von Saint-Genix.

## Bevölkerung
| Jahr                       | 1962 | 1968 | 1975 | 1982 | 1990 | 1999 | 2006 | 2011 |
| Einwohner                  | 421  | 366  | 303  | 346  | 327  | 379  | 471  | 632  |
| Quellen: Cassini und INSEE |      |      |      |      |      |      |      |      |

Mit 671 Einwohnern (Stand 1. Januar 2022) gehört Champagneux zu den kleinen Gemeinden des Département Savoie. Nachdem die Einwohnerzahl seit dem Anschluss Savoyens an Frankreich stetig rückläufig war (1861 wurden noch 711 Einwohner gezählt), kehrte sich der Trend in den 1990er Jahren wieder um zugunsten einer Bevölkerungszunahme. Die Ortsbewohner von Champagneux heißen auf Französisch Champagnieusard(e)s.

## Wirtschaft und Infrastruktur
Champagneux war bis weit ins 20. Jahrhundert hinein ein durch die Landwirtschaft geprägtes Dorf. Neben der Landwirtschaft, die sich in den letzten Jahrzehnten auf einige wenige Höfe konzentriert und auf den Maisanbau ausgerichtet hat, gibt es heute verschiedene Betriebe des lokalen Kleingewerbes. Mittlerweile hat sich das Dorf vor allem zu einer Wohngemeinde entwickelt und erfährt einen markanten Zuzug junger Familien. Viele Erwerbstätige sind Wegpendler, die in den größeren Ortschaften der Umgebung und der benachbarten Départements ihrer Arbeit nachgehen.
Durch die Ortschaft verläuft die Departementsstraße D1516, die zu den größeren Nachbardörfern Saint-Genix und Yenne führt. Der nächste Autobahnanschluss an die A43 Lyon–Chambéry befindet sich in acht Kilometern Entfernung bei Saint-Genix. Als Flughäfen in der Region kommen Lyon-St-Exupéry (Entfernung 68 km) und Chambéry-Savoie (35 km) in Frage.